# 阿占峇基持有百万股权丑闻事件
阿占峇基持有百万股权丑闻事件，是一起涉及馬來西亞反貪污委員會（MACC）第6任首席專員阿占峇基，在2022年涉嫌違規超額持股，随着引起的一系列社会事件。

## 事件起因
2021年10月26日至12月15日，调查记者拉丽塔·库纳拉特南（Lalitha Kunaratnam）在独立新闻服务（INS）分别发表了两篇题为「MACC领导层之间的商业联系：有多深？ （第1部分）]」和「[ MACC领导层之间的业务联系：它有多深（第2部分）」两篇文章，揭露阿占峇基与其兄弟和一些人之间的商业联系。拉丽塔·库纳拉特南声称，阿占峇基的兄弟 纳西尔峇基（Nasir Baki）和Radzuan越来越多地参与众多企业。根据文章，阿占峇基是Gets Global Berhad的股东，截至2015年4月30日，他持有1,930,000股，截至2016年3月31日，他持有1,029,500 股，截至2016年3月21日，他持有Excel Force MSC Berhad的2,156,000份股权认证。文中提及其他人士亦与阿占峇基在同一时期持有相同的股份及认股权证。作者得出结论，阿占峇基的兄弟和同事控制着一家企业集团。她进一步补充说，当高级执法人员或其家庭成员参与各种业务时，就会出现利益冲突，这可能导致滥用权力和腐败。

### 反贪会顾问团成员辞职的介入
2021年12月27日，反贪污委员会谘询与防范贪污顾问团（CCPP）成员之一埃德蒙·特伦斯·戈麦斯 (Edmund Terence Gomez) 辞职，以抗议该顾问团对阿占峇基的股权指控不采取行动。戈麦斯表示，他在了解文章对反贪会高级官员的指控和进行广泛的研究后，自己曾三度致函反贪会谘询与防范贪污顾问团主席博尔汉多拉（Borhan Dolah），希望可对此事进行讨论，但至今仍未得到回复。同时，他也三度致函反贪污咨询委员会（ACAB）主席阿布扎哈尔，要求尽快召开会议讨论此事，但同样也得不到任何回应。他对此将信函的副本也交给了媒体，希望在独立调查完成之前，让媒体帮助报导此事。
隔日，博尔汉多拉回应称，戈麦斯在传达给他的电子邮件中，只表达了对反贪会的担忧，并要求立即召开CCPP会议，讨论恢复反贪会形象的方法，并没有涉及他辞职时所指称的问题。博尔汉多拉回复说会考虑此事并联系反贪会秘书处就此事征求意见，因为「它不在CCPP的管辖范围内」，但戈麦斯突然间宣布辞职并提出这个问题，显得好像CCPP不关心反贪会首席专员涉嫌不当行为。博尔汉多拉提醒对方称，如果戈麦斯持有阿占峇基不当行为的证据，应该向公共服务总监莫哈末凯鲁（Mohd Khairul Adib Abd Rahman）报告，因为除了CCPP之外，还有其他几个责任作为制衡反贪会的机制，例如反贪污咨询委员会（ACAB）和反贪污特别委员会（SCC）。CCPP的职责是与反贪会合作实施社区反腐败意识计划。

## 调查机构的回应

### 反贪污咨询委员会
2022年1月5日，反贪会召开新闻发布会。反贪污咨询委员会（ACAB）主席阿布扎哈尔声称，他们对阿占峇基所谓的超额持有股份的解释感到满意。阿布扎哈尔表示，在2021年11月24日的一次会议上，阿占峇基向ACAB成员解释了他的兄弟纳西尔峇基（Nasir Baki）在2015年使用他的股票账户购买相关股票的情况，而他在这些股票中没有任何权益或所有权。同时，股份的购买是在公开股票市场上进行的，并不存在利益冲突，而相关股份已全部转回纳西尔的账户。
经过长时间的讨论，主席阿布扎哈尔指出ACAB成员认为阿占峇基对这些股份没有兴趣。他进一步补充称，此案没有必要召集皇家调查委员会 (RCI) 来调查针对阿占峇基的指控。不过，如果希望通过建立RCI来继续调查，他交给首相依斯迈沙比里来决定。

### 反贪污委员会
1月9日，三名反贪会副首席专员发表联合声明，声称这3名「代表了反贪会全体成员的立场」支持阿占峇基，并描述任何针对阿占峇基的指责和攻击是具政治意图，以贬低反贪会的形象和信誉。三名副专员是阿末库赛里（Ahmad Khusairi Yahaya）、诺拉兹兰（Norazlan Mohd Razali）和祖尼帕（Junipah Wandi）。

### 证券监督委员会
1月18日，马来西亚证券监督委员会（SC）宣布完成阿占峇基超额持股的调查报告，但以无法确定他是否违反了 《1991年证券业（中央存管系统）法令》（SICDA）第25（4）条文为由结束调查。稍后，阿占峇基发文感谢证券监督委员会发现他没有犯任何罪行，将继续履行反贪会的职务。
之后在1月19日，证券监督委员会发文澄清，称这一结论是因为阿占峇基完全控制该交易账户，并且没有发现任何确凿证据表明违反了股票交易规则。

### 被指控的当事人回应
阿占峇基在1月5日与反贪会同场的新闻发布会上表示，他认为自己没有触犯任何罪行，因此不需要回应针对他的指控。他也否认他的兄弟购买股票造成利益冲突指控。当被要求解释为什么他的兄弟必须使用别人的名字来收购股份时，阿占峇基声称，关于他控制许多公司的指控是一个「彻头彻尾的谎言」，是故意制造出来的，目的是给他带来负面影响。他补充说，这项指控被描述为好像他控制了一个大型企业集团，以玷污他作为首席专员和整个反贪会的声誉，还利用某些政党向反贪会施加压力，在谘询了律师的建议后，决定对这些人士展开法律行动。
纵然面对各方批评，阿占峇基于1月12日态度坚决表示，不会辞去反贪会首席专员一职，并强调只有国家元首苏丹阿都拉有权决定他的去留，他已提出接受相关委员会的调查，会在适当的时候揭露真相。他解释为何没有在第一时间解释有关持股课题时，表示自己不是政治人物，而是忙碌的公务员，没有必要所有事都告知公众，因为这会显示他无所事事。

## 舆论与机构的反应
阿占峇基与阿布扎哈尔的解释不但未能平息争议，反而引起更多调查的呼吁。马来西亚智库民主与经济事务研究所 (Ideas) 对ACAB决定公开回应这些指控表示欢迎，但它呼吁采取额外行动调查针对阿占峇基的指控。而Ideas认为，ACAB主席阿布扎哈尔的声明并未完全解决公众对反贪会诚信的担忧。
希盟4党党魁发表联合声明，表示完全不能接受反贪会和ACAB主席的声明，敦促应该由独立机构进行更公开和彻底的调查阿占峇基持有股权问题。
20名国会议员发表联合声明，支持马来西亚证券监督委员会（SC）调查阿占峇基。
这些建议后来陆续获得更多各界人士的响应，纷纷要求彻查案件和阿占峇基与阿布扎哈尔应在调查期间暂时停职。

### 对于持股丑闻的法律观点
马来西亚著名律师莫哈末哈尼夫（Haniff Khatri Abdulla）认为，阿占峇基并非有义务要发表任何声明，因为宪法保障每个人有保持沉默的权利，但当他试图澄清与贪污相关的不法行为时，这将令他面对在法律上可能犯下的罪行。他指出，ACAB应该调查该公司或其股东、阿占峇基兄弟的背景，以确认他们从哪里获得购买数百万股份的资金，以及为何阿占峇基的弟弟自己的帐户中也拥有股份，却还使用阿占峇基帐户的原因。尽管ACAB承认了此争议，并公布了与阿占峇基讨论后的结果，但这并不足以平息此争议，因为ACAB并没有调查权以做出任何建议，只能提供意见，其公布的调查结果在法律上是无效的。并建议阿占峇基若没有做错任何事，应在调查期间请假，才是高尚的行为。

### 公民示威活动
公青团与巫青团更带团在反贪会总部外表示抗议。
2022年1月22日，尽管马来西亚证券监督委员会发文证明阿占峇基并没有违反任何规则，但他仍被视为是对公众撒谎，引发33个公民组织和11个政治团体在吉隆坡发起举行「逮捕阿占峇基游行集会」。

## 司法诉讼

### 吹哨者的诽谤诉讼
2022年1月6日，阿占峇基决定向文章的作者拉丽塔·库纳拉特南（Lalitha Kunaratnam）发出律师信函，促请她在14天内公开道歉，删除股票交易丑闻的两篇文章，并对指玷污阿占峇基的名誉而支付1000万令吉赔偿金，否则将对她提出诽谤诉讼。阿占峇基表示，这样做的原因是为了保护其良好的信誉和专业声誉，并根据律师的建议，现在被迫对拉丽塔女士提起法律诉讼。拉丽塔后来在推特证实自己已接获阿占峇基发出的律师函。
1月12日，阿占峇基的代表律师梅嘉阿都穆妮尔（Megat Abdul Munir）透过Messrs Zain Megat & Murad律師事务所，向拉丽塔提交法庭傳票，择定2月15日进行案件管理，她被列为唯一答辩人。梅嘉阿都穆妮尔释出阿占峇基的诉状是；拉丽塔编写的两篇文章是出于恶意，具有耸人听闻、诽谤性和冒犯性，而拉丽塔未回复阿占峇基在1月6日发出的律师信，反而通过其律师在其推特上分享和坚持其文章的立场，玷污了他的名誉和声誉。该声明还诽谤了整个反贪会，以不真实和投机的诽谤性陈述来操纵和误导公众，要求拉丽塔或其代理人停止制作或发布诽谤性声明。同时要求拉丽塔在判决后的3天内删除文章和推文，并在他选择的报纸和社交媒体平台上发表道歉声明，亦向法庭寻求1000万令吉一般损害和其它费用的赔偿金。

### 撤销诉讼
2024年6月21日，阿占峇基正式撤销针对拉丽塔·库纳拉特南的诽谤诉讼。根据媒体获得高等法院的文件显示，阿占峇基于6月11日向法院提交一份中止通知书，文件表明「双方已达成友好和解」，同时说明该案被撤销「是基于双方没有偏见、未经任何一方承认，任何一方都不能重启案件，也不能向对方索要法律费用」。而中止通知书由代表阿占峇基的Ngiam & Tan律师楼提交，拉丽塔的代表律师楼Khairuddin, Ngiam & Tan也同意签署相关文件。
代表拉丽塔·库纳拉特南的其中一名律师凯文·德·罗扎里奥 (Kevin De Rozario) 向《自由今日大马》（FMT）表示，中止通知书是在向管理法官阿达尔·希尔（Akhtar Tahir）确定的，而吉隆坡高等法院也取消了原定于7月9日的审判日期，该诉讼已经得出合乎逻辑的结论，也没有关于费用的命令。凯文·德·罗扎里奥也指出，不值得为一个耗时又费力的案件而战，这会耗费一个人的时间和资源。
6月22日，阿占峇基简短回答有关撤诉的问题时说道，在双方同意停止诉讼之后，他与拉丽塔之间的案件已经结案。

## 公民与新闻组织的反应
公民与新闻组织批评阿占峇基自毁公信力。反贪污及朋党主义中心（C4）与独立新闻中心（CIJ）敦促政府成立一个特别工作组调查阿占峇基，并要求阿占峇基必须撤回揭露他涉及违规超额持股事件的记者拉丽塔·库纳拉特南的律师信，因为这些信息是基于公共利益问题，在有理有据的事实报导的。C4与CIJ先后发表评论，指阿占峇基试图让拉丽塔·库纳拉特南保持沉默的策略如同「恐吓」，这与贪污克星的称呼完全不相称。而曝光阿占峇基的丑闻所面对的敌对反应更是对反贪会信誉的又一次毁灭性打击，相当于剥削公众的知情权和获取信息的权利。而阿占峇基本应协助拉丽塔·库纳拉特南获得《2010年保护告密者法令》的保护，但拉丽塔·库纳拉特南所面对了骚扰将使反贪会的信任赤字降至历史最低点。

### 对于吹哨人的观点
前海关官员、英国犯罪学家卡西姆·努尔·莫哈末（assim Noor Mohamed）表示，反贪会主席起诉拉丽塔·库纳拉特南只是做了正确的事情来洗清自己的罪名。因为根据法律定义，当拉丽塔决定不向当局报告所谓的不法行为，而是在所有人都可以访问的公共领域公布时，表示她自愿透露自己的身份，就已经不符合吹哨人的资格。卡西姆补充道，阿占峇基是有权对拉丽塔提起诉讼的，但对拉丽塔来说也是如此，如果拉丽塔觉得阿占峇基诽谤了她，她也可以反起诉。他还表示，拉丽塔不应该不愿意向反贪会报告此事，因为人们会担心反贪机构会站在阿占峇基一边。

## 调查机构的立场争议
反贪污咨询委员会与证券监督委员会的调查总结都引起了强烈的批评，认为调查结果未能提供详细的理由，或可能存在潜在的利益冲突。

### 反贪污咨询委员会的内部分歧声明
2022年1月8日，反贪污咨询委员会（ACAB）与主席阿布扎哈尔产生不同的立场，因为除了阿布扎哈尔以外，所有ACAB成员都否认了阿布扎哈尔的声明。相反，他们说，阿布扎哈在1月5日的新闻发布会上的声明仅代表他本人的个人立场。该声明由6名ACAB成员联合发布，即依斯迈奥玛（Ismail Omar）、阿兹曼哈尔（Azman Ujang）、阿克巴沙达（Akhbar Satar）、韩查卡欣（Hamzah Kassim）、蔡国治（Chua Kok Tee）和莫哈末阿古斯（Mohammad Agus Yusoff）。在当日的新闻会上，阿布扎哈尔给予解释，称顾问团对阿占巴基的解释感到满意。
但据6名ACAB成员的声明指出，在1月5日新闻发布会之前，他们与阿布扎哈尔进行了单独讨论，建议将此事进一步提交给其他小组和委员会，例如独立委员会、国会反贪会特别委员会或反贪委员会的任何一个投诉小组。
3天后，阿布扎哈尔再次召开记者会，声称对6名ACAB成员与他不同的立场表示遗憾，还针对阿占峇基超额持股事件，在一份长达13页声明的批评中，部分媒体没有给予全面报导，引发了ACAB的成员与大众对此事的误解。一些新闻团体与政治人物对此进行反驳，表示不会仅仅因为新闻报道形成ACAB立场矛盾的意见，强调是阿布扎哈尔拒绝回答问题的态度，才会对各方产生负面影响。而6名ACAB成员后续决定在持股风波的问题上不再发表任何评论，直到一定的期限。而6名ACAB成员被指出，虽然他们与主席阿布扎哈尔产生不同的立场，但依然无视有关矛盾，也沒有采取任何行动。

### 证监委员会的立场争议
关于证券监督委员会（SC）的争议，是在调查期间，该机构突然被一个民间组织指控涉及贪污，引起了对这一指控出现，以及随着该机构1月18日所作出的调查结果引起的质疑声浪。
民主行动党依斯干达公主城国会议员林吉祥表示，只有愚蠢的人才会把证监会的声明，当作为阿占巴基是清白的宣告，要求内阁在问题悬而不决之前，应该要求阿占巴基休假。行动党秘书长兼峇眼区国会议员林冠英批评，证监会的声明不仅为阿占巴基脱罪，更质疑反贪会是否也会就此悄悄地撤销或遗忘该机构的贪污指控，并认为证监会的声明不仅损害了该机构在监管和执行法例条规方面的声誉，也危及投资者对本国资本市场的信心。麻坡国会议员赛沙迪援引证监会的贪污指控存在潜在的利益冲突，他质疑反贪会在换取了对其主席的调查结果后，可能会解除对证监会不当行为的调查行动，并认当存在利益冲突时，此类机构的良好声誉将受到严重影响。前反贪会顾问团成员埃德蒙·特伦斯·戈麦斯（Edmund Terence Gomez）对证监会的调查结果表示「令人震惊」且「不可接受」，敦促政府应成立一个独立委员会来调查阿占巴基的股份所有权。戈麦斯表示，这一要求是因为证监会未能就此事的调查结果提供详细的理由。
证监会随后在这些质疑的背景于1月19日再发文澄清，称调查结论是因为阿占峇基完全控制该交易账户。然而，证监会声称阿占巴基「完全控制交易账户」这点存在争议。